# اولریش ویلت‌گروبر
اولریش ویلت‌گروبر (انگلیسی: Ulrich Wildgruber؛ ۱۸ نوامبر ۱۹۳۷ – ۳۰ نوامبر ۱۹۹۹) بازیگر اهل آلمان بود.
از فیلم‌ها یا برنامه‌های تلویزیونی که وی در آن نقش داشته‌است می‌توان به ملکه مارگو، دهه پنجاه وحشی و عصر یخبندان اشاره کرد.